# Maria das Dores Meira
Maria das Dores Marques Banheiro Meira ComM (Lisboa, 13 de setembro de 1956) é uma política portuguesa, que foi presidente da Câmara Municipal de Setúbal entre 2009 e 2021.

## Biografia
É licenciada em direito pela Universidade Internacional. 
Antiga militante do Partido Comunista Português, ganhou as eleições autárquicas para a Câmara Municipal de Setúbal nas listas da CDU em 2009, 2013 e 2017, apesar de ter assumido o cargo em 2006, após a demissão do então presidente da câmara, Carlos de Sousa. Em 2021, atingido o limite de mandatos previsto por lei em Setúbal, concorreu à presidência da Câmara Municipal de Almada, tendo sido derrotada, com 29,7% dos votos, pela candidata do PS, Inês de Medeiros. Foi, no entanto, eleita vereadora da Câmara Municipal de Almada para o mandato 2021–2025, tendo renunciado ao mandato de vereadora em abril de 2024. Em 2024, foi noticiada a sua desfiliação do PCP, partido no qual militou durante mais de 40 anos.
Em 2024 anunciou que se vai recandidatar à presidência do município sadino, como independente em 2025.
Foi agraciada com o grau de Comendador da Ordem do Mérito a 10 de junho de 2014. 